# مرصد براكين آيو

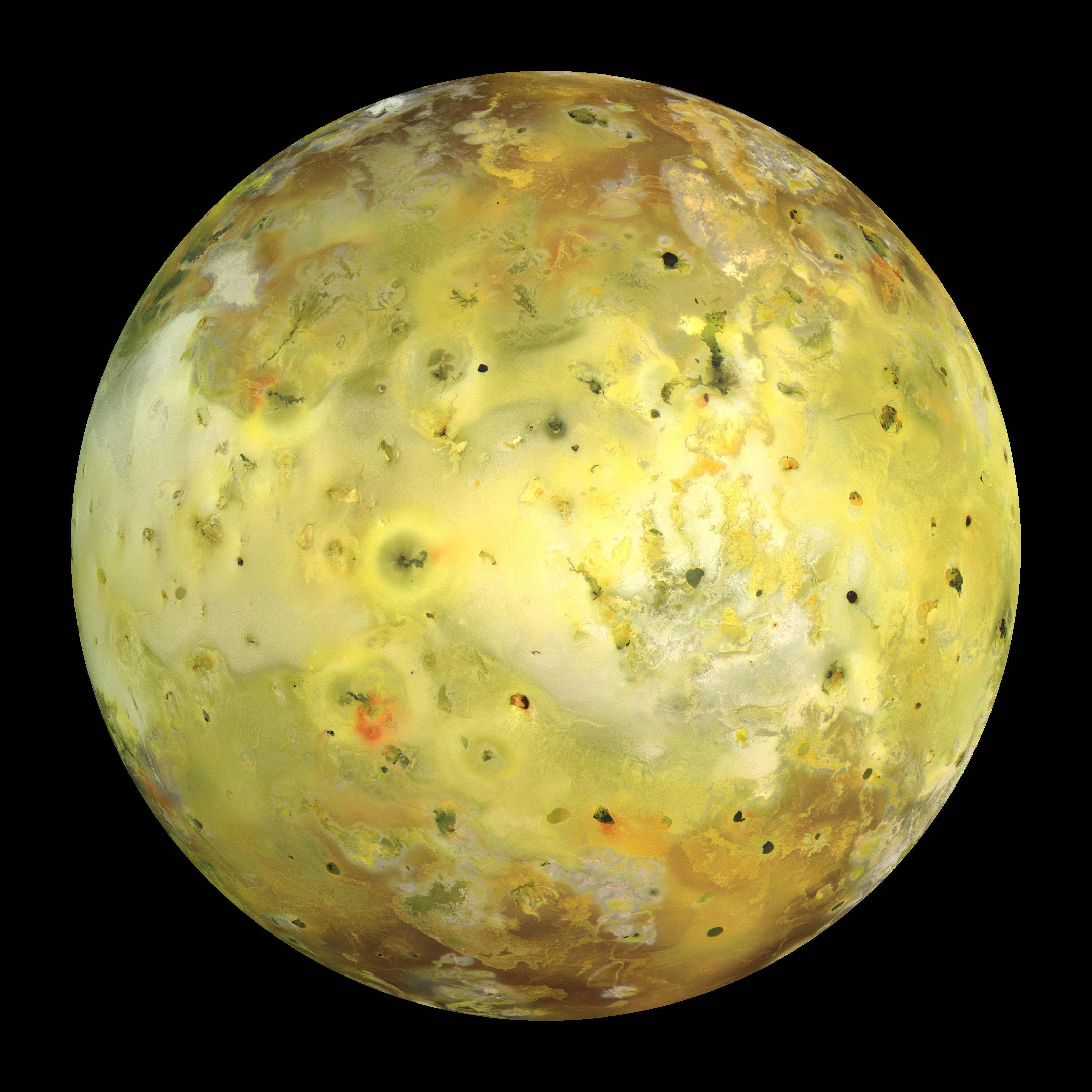
قمر المشتري آيو

مرصد براكين آيو (IVO) هي مهمة مقترحة منخفضة التكلفة لاستكشاف قمر المشتري آيو تهدف لفهم آلية التسخين بالمد والجزر كعملية كوكبية أساسية. تتمثل الأهداف العلمية الرئيسية في فهم (أ) كيف وأين تُولّد حرارة المد داخل آيو، (ب) كيف تُنقل حرارة المد والجزر إلى السطح، (ج) كيف يتطور آيو. من المتوقع أن يكون لهذه النتائج آثار مباشرة على فهم التاريخ الحراري لقمري أوروبا وجانيميد بالإضافة إلى تقديم رؤى حول العوالم الأخرى التي تُسخن بفعل المد والجزر مثل تيتان وإنسيلادوس. بالإضافة لذلك، قد تحسن بيانات آي في أوه فهمنا لمحيطات الصهارة البركانية وبالتالي التطور المبكر للأرض والقمر.
آي في أوه مشابه لمفهوم مركبة آيو المدارية المقترح ضمن برنامج الحدود الجديدة بين عامي 2013 و2022 من قبل المسح العقدي لعلم الكواكب التابع للمجلس الوطني الأمريكي للبحوث. اقتُرحت المهمة ضمن برنامج ديسكفري التابع لوكالة ناسا من قبل جامعة أريزونا ومختبر الفيزياء التطبيقية في جامعة جونز هوبكنز في عام 2010 و2015 و2019. اقتُرحت مهمة آي في أوه أيضًا كتوسعة لمهمات برنامجي ديسكفري وسكاوت التابعين لناسا (دي إس إم سي إي) في عام 2007 ومنحت دراسةً مفاهيمية في عام 2009. في عام 2020، اختيرت مهمة آي في أوه مع ثلاث مقترحات أخرى لبرنامج ديسكفري لدراستها بشكل أوسع، ومن المتوقع اختيار وإطلاق مهمة أو اثنتين. في جميع هذه الدراسات، كان الباحث الرئيسي هو ألفريد ماكوين.

## وصف المهمة
وفقًا لخطة الإطلاق الأساسية المقترحة، ستتبع المهمة مسارًا يتيح لها الاستعانة بجاذبية المريخ والأرض (مناورة مساعدة المريخ والأرض، إم إي جي إيه)، للوصول إلى كوكب المشتري في أغسطس 2033. بعد تحليقها بجانب آيو في طريقها إلى الداخل، ستدخل المركبة في مدار مائل حول المشتري. خلال الفترة المتبقية من المهمة الأولية، ستمر المركبة بجانب آيو تسع مرات على مدار أربع سنوات. خلال هذه المواجهات، ستحلق المركبة فوق القطب الشمالي للقمر، وستمر عبر أقرب نقطةٍ لها من القمر بالقرب من خط الاستواء على ارتفاع يتراوح بين 200 و500 كيلومتر، وستبدأ بالابتعاد عن القمر فوق منطقة قطبه الجنوبي. حُسب وقت وموقع الاقتراب بعناية للحصول على أوضح القياسات للمجال المغناطيسي المستحث لآيو، وسعة الميسان الخاص به، وحقل جاذبيته. ستُرصد براكين آيو الثائرة في ضوء الشمس وفي الظلام لتحديد تكوين الحمم على أفضل وجه ممكن. سيُقاس توزيع الحرارة المنبعثة من آيو فوق القطبين اللذين لم ترصدهما مركبة غاليليو الفضائية ولا يمكن رصدهما من الأرض. ستقوم مهمة آي في أوه أيضًا بأخذ عينات من المزيج المعقد من الجزيئات المتأينة والمتعادلة للبلازما والغاز حول آيو. يجري تصميم المركبة الفضائية لتستمر بالعمل خلال فترة مهمتها الأساسية مع هامش زمني واسع يمكن أن يسمح بأنواع مختلفة من المهام الإضافية.

### الوضح الحالي للمهمة
اقتُرحت مهمة آي في أوه لتصبح جزءًا من برنامج ديسكفري التابع لناسا للمرة الثالثة في يوليو 2019 وقد اختيرت لمزيد من الدراسة في فبراير 2020.

## الأهداف العلمية
تُعتبر طبيعة آيو الجيولوجية النشطة جدًا ذات أهمية علمية كبيرة في حد ذاتها، لكن آي في أوه تسعى إلى فهم العمليات الأساسية التي لها أهمية تتجاوز هذا القمر المميز. «تقصي الحرارة» هو الموضوع الذي يربط بين العلوم المتنوعة التي ستُدرس عند آيو.
هناك جدل مستمر حول مكان إنتاج حرارة المد والجزر داخل آيو، إذ تشير بعض عمليات الرصد إلى أن الحرارة تتولد أساسًا في طبقة الوشاح الضحلة بينما يقترح البعض الآخر أن الحرارة موزعة على نطاق واسع. من غير الواضح أيضًا مقدار التسخين الناتج عن المد والجزر في الصخور الصلبة مقارنةً مع اندفاع الصهارة السائلة.
هناك أدلة تشير إلى وجود طبقة عالمية من الصهارة (تسمى أحيانًا محيط الصهارة) تحت قشرة آيو المتجمدة، ولكن هناك أيضًا أسباب تمنع استمرار وجود هذه الطبقة. من المقرر أن تستخدم مهمة آي في أوه أربع تجارب مستقلة لتحديد ما إذا كان محيط الصهارة موجودًا، وقياس خصائصه الأساسية في حال وجوده. يُعتقد أن محيطات الصهارة كانت شائعة في العصور القديمة لمعظم أجرام النظام الشمسي الداخلي، لذا قد تسمح المهمة لنا بالتحقيق في عملية رئيسية اندثرت قبل نحو 4 مليارات سنة في كل مكان آخر في نظامنا الشمسي. من الممكن أيضًا أن تكون بعض الدروس المستفادة من محيطات الصهارة قابلةً للتطبيق على محيطات المياه داخل الأقمار الجليدية المُسخنة بالمد والجزر في النظام الشمسي الخارجي.
على سبيل المثال، الطريقة التي يفقد بها آيو حرارته الداخلية مختلفة تمامًا عن الطريقة التي تفقد بها الأرض والكواكب الصخرية الأخرى الحرارة في الوقت الحالي. يبدو أن آيو يفقد كل حرارته تقريبًا عبر عملية «الأنبوب الحراري» من خلال انفجارات بركانية تغطي نحو 1% من سطحه. على الأرض، تدفع الصفائح التكتونية ألواحًا كبيرة من القشرة المحيطية الباردة داخل طبقة الوشاح الدافئ. على القمر والمريخ، يحدث معظم فقدان الحرارة الحالي عن طريق التوصيل الحراري عبر القشرة. من خلال تفحص مساهمة الجزء البارد الذي يشكل 99% من قشرة آيو في تكتونية الأنابيب الحرارية، قد يمثل ذلك لآي في أوه فرصةً للتعرف على التاريخ المبكر للأرض والقمر والمريخ.
سيساهم تقصي الحرارة في فهم تأثير المد والجزر على مدار آيو والانبعاثات البركانية التي ينشرها عبر نظام المشتري. مدرات آيو وأوروبا وجانيميد مرتبطة معًا فيما يُعرف برنين لابلاس المداري، لذلك لا يمكن فهم النظام جيدًا إلا إذا جُمعت القياسات من الأقمار الثلاثة. هذا ما ستفعله بالضبط مهمة آي في أوه ويوروبا كليبر (بعثة التحليقات المتعددة حول أوروبا) وجووس (مستكشف أقمار المشتري الجليدية). تنتشر أطنان من الغازات البركانية التي يبعثها آيو على نطاق واسع بواسطة الحقل المغناطيسي القوي لكوكب المشتري. سوف تحلق مركبة آي في أوه عبر هذه المواد لتقديم نظرة جديدة حول آلية انبعاثها وإلى أين تذهب. هذه هي الخطوة الأولى في فهم كيف تغيرت المكونات الكيميائية لآيو من حالتها الأولية وقد توفر أدلة مفيدة لآلية تطور الأغلفة الجوية على أجرام أخرى مع مرور الوقت.
بشكل عام، تنوي مهمة آي في أوه استخدام آيو كمختبر طبيعي بحجم كوكبيّ لفهم العمليات المهمة عبر النظام الشمسي وحتى الكواكب الخارجية بشكل أفضل.
الأهداف العلمية للمهمة المقترحة هي:
- تحديد درجة وتوزيع الصهارة في طبقة الوشاح الخاصة بآيو
- تحديد هيكل الغلاف الصخري لآيو
- تحديد أين وكيف يفقد آيو الحرارة
- قياس التطور المداري لآيو
- تحديد المعدل الحالي للانبعاث المواد المتطايرة من آيو